# Jiří Čunek

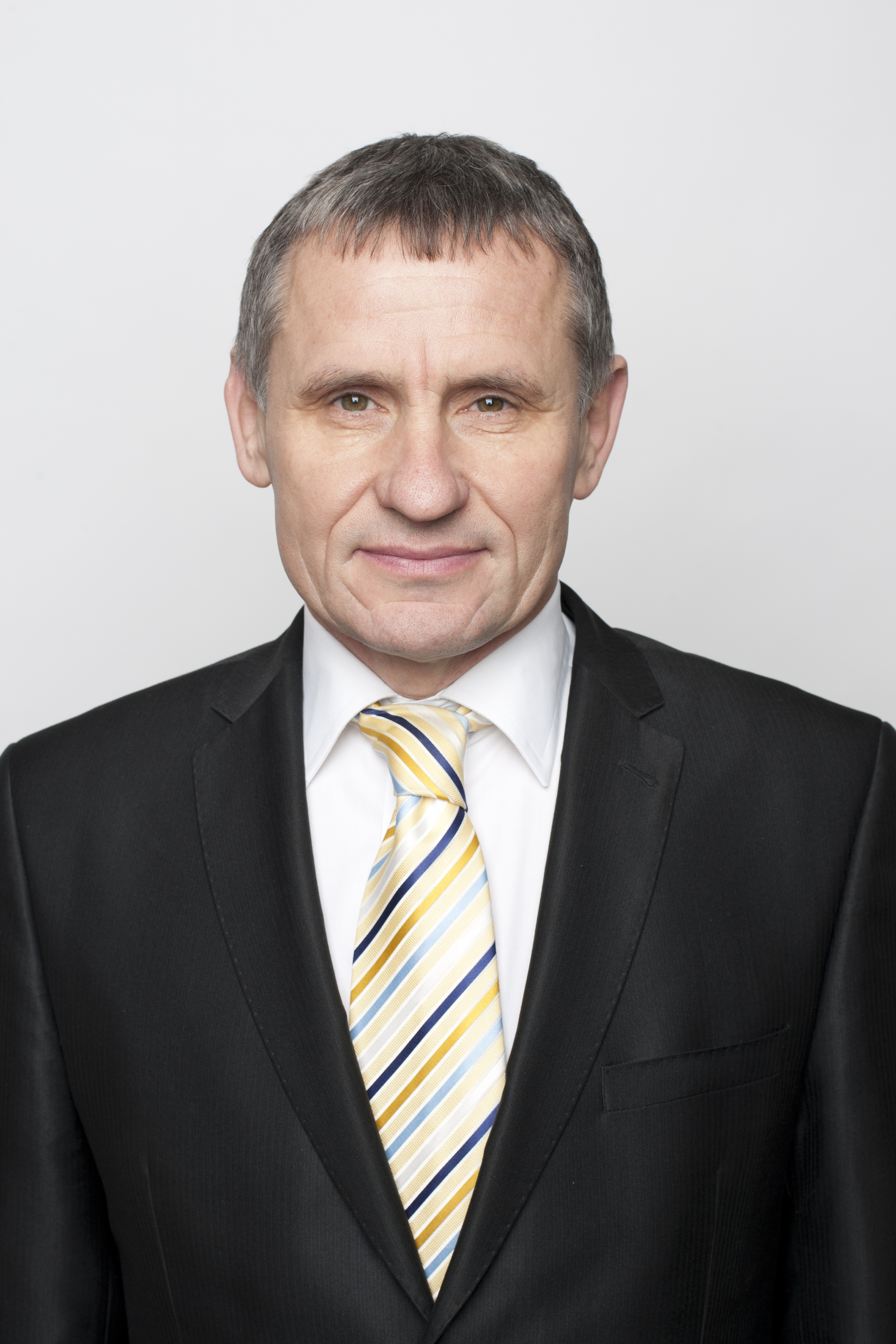
Jiří Čunek in 2012

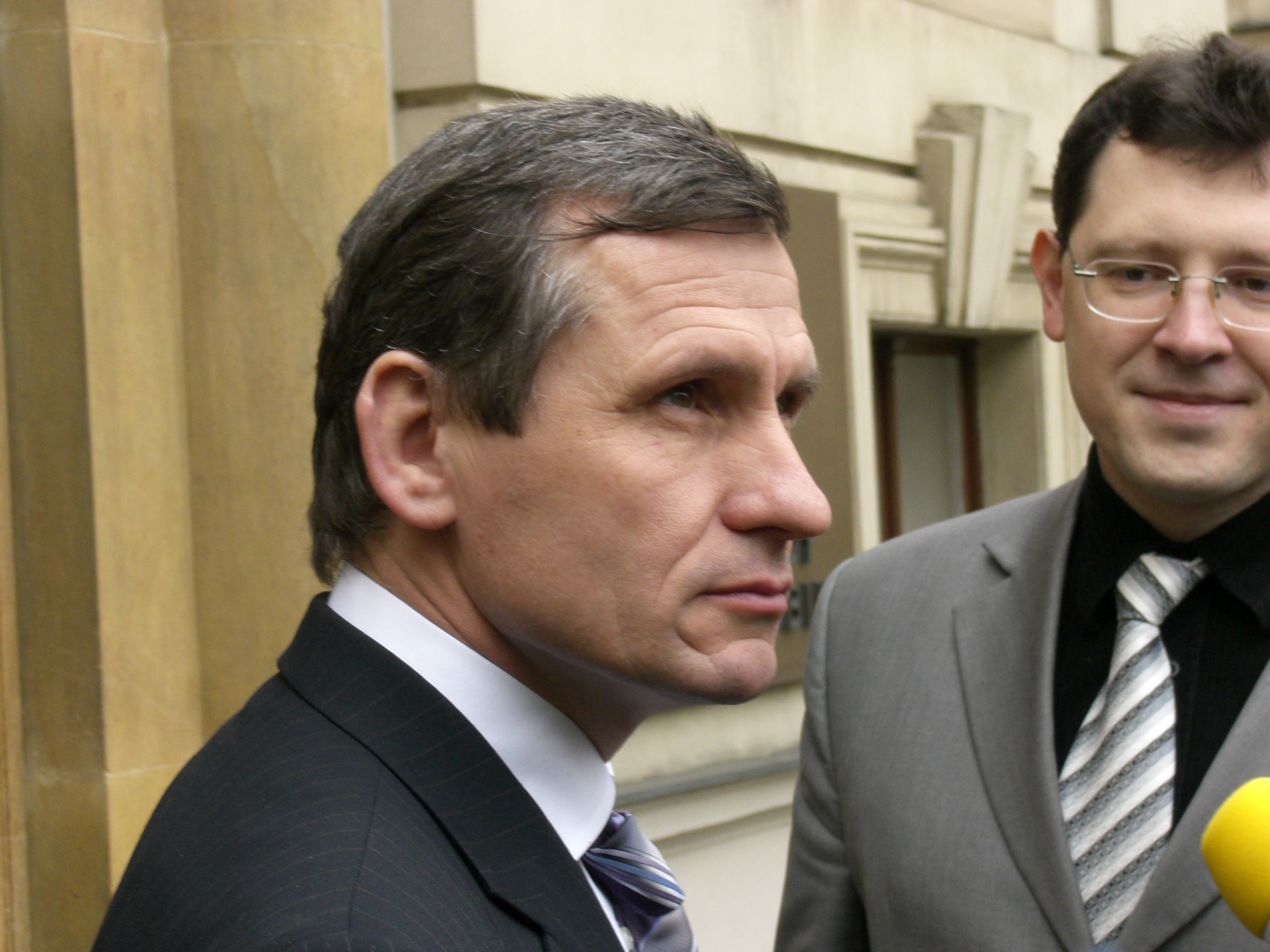
Jiří Čunek

Jiří Čunek (* 22. Februar 1959 in Gottwaldov) ist ein tschechischer Politiker.

## Leben
Jiří Čunek war beruflich als Automechaniker und Ingenieur tätig. 1990 trat er der tschechischen christdemokratischen Partei (KDU-ČSL) bei und wurde 1998 in der mährischen Stadt Vsetín zum Bürgermeister gewählt.
Im Oktober 2006 erlangte der bis dahin auch in Tschechien nur lokal bekannte Čunek bedeutende Medienpräsenz, als er kurz vor den Senats- und Kommunalwahlen mehrere hundert Roma, die sich weigerten, Mieten und Stromrechnungen zu bezahlen, aus den Kommunalwohnungen in der Innenstadt von Vsetín zwangsweise entfernte und ihnen eine Containersiedlung am Stadtrand bzw. andere Quartiere zuwies. Diese von der örtlichen Bevölkerung weitgehend begrüßte Maßnahme brachte ihm Kritik von Menschenrechtsorganisationen ein, die ihm auch Äußerungen wie z. B. „Ich entferne doch nur ein Geschwür, das machen die Ärzte doch auch.“
vorwarfen. Die Kommunalwahlen verliefen für Čunek erfolgreich, es gelang ihm auch der Einzug in den tschechischen Senat. Er wurde zum Hoffnungsträger für seine in der Krise befindliche Partei und am 9. Dezember 2006 zum Parteivorsitzenden gewählt.
In dieser Zeit wurden von verschiedener Seite Anschuldigungen gegen Čunek erhoben. So soll er im Februar 2002 als Vsetíner Bürgermeister mit umgerechnet 18 000 Euro von einer Immobilienfirma bestochen worden sein. Seine ehemalige Sekretärin unterstellte ihm sexuelle Belästigungen. Diese Vorwürfe konnten zunächst nicht bewiesen werden, so dass im Sommer 2007 seitens der tschechischen Staatsanwaltschaft die Ermittlungen eingestellt wurden.
Seit dem 9. Januar 2007 war die KDU-ČSL an der Regierung von Mirek Topolánek beteiligt. Čunek erhielt die Posten des stellvertretenden Ministerpräsidenten und des Ministers für Regionalentwicklung. Von den Koalitionspartnern – der ODS und den Grünen – wurde er zunehmend als Belastung empfunden. Grund waren neben den erwähnten Vorwürfen neue polarisierende Äußerungen. So antwortete Čunek im Leserforum des Boulevardblattes Blesk auf eine Frage nach der Verwendung finanzieller Mittel für soziale Belange: „Sie müssen irgendwohin fahren und sich dort bräunen, mit der Familie Krach veranstalten, auf dem Marktplatz Feuer machen; einige Politiker nehmen sich erst dann der Sache an und sagen: der Arme.“ Politiker aller Parteien verurteilten diese – offensichtlich gegen Roma gerichtete – Aussage. Čunek konnte sich jedoch weiter auf die Mehrheit seiner KDU-ČSL stützen, ohne die die Regierung nicht überlebensfähig gewesen wäre.
Ende Oktober 2007 wurde von Journalisten aufgedeckt, dass Čunek während der 1990er Jahre vorübergehend Sozialleistungen vom Staat bezogen hatte, gleichzeitig aber über bedeutende Geldbeträge auf seinen Konten verfügte. Daraufhin entzog ihm die Mehrheit der christdemokratischen Abgeordneten das Vertrauen. Čunek trat am 7. November 2007 als Vizepremier und Minister zurück, blieb jedoch Parteivorsitzender.
Die Person Čuneks belastete auch die Beziehungen zwischen Tschechien und den USA, nachdem die genannten Affären Eingang in den Menschenrechtsbericht 2007 des US-amerikanischen Außenministeriums fanden.
Nach längeren Auseinandersetzungen innerhalb der Regierungskoalition – speziell zwischen seiner Partei und den Grünen – kehrte Jiří Čunek am 2. April 2008 in seine Regierungsämter zurück. Seitens der Grünen – insbesondere des Außenministers Karel Schwarzenberg – wurde zur Bedingung gemacht, dass Čunek seine finanziellen Geschäfte von unabhängigen Prüfern untersuchen lässt. Diese entlasteten Jiří Čunek im Juli 2008 vom Vorwurf finanzieller Unregelmäßigkeiten.
Am 12. Januar 2009 trat Čunek nach Meinungsverschiedenheiten mit Mirek Topolánek hinsichtlich einer Regierungsumbildung von seinen Regierungsämtern zurück. Er stellte sich am 30. Mai 2009 auf dem Parteitag in Vsetín zu Wiederwahl als Vorsitzender, schied dabei jedoch bereits im ersten Wahlgang aus. Sein Nachfolger wurde Cyril Svoboda.
Im August 2009 stellte die amtierende Justizministerin Kovářová einen außerordentlichen Antrag auf Wiederaufnahme des Ermittlungsverfahrens wegen der Korruptionsvorwürfe.
Bei den Senatswahlen 2012 gelang Čunek mit 47,28 % im ersten Wahlgang, bzw. 72,13 % in der Stichwahl die Wiederwahl in den Senat. 2014–2017 übernahm er wiederum das Amt des Bürgermeisters in Vsetin. Mit Čunek als Spitzenkandidat wurde die KDU-CSL bei den Regionalwahlen 2016 in der Region Zlin stärkste politische Kraft. Zusätzlich zu seinem Senatorenamt wurde Čunek nach den Wahlen zum Hejtman (Hauptmann) der Region gewählt. Čunek kandidierte daraufhin am 27. Mai 2017 erneut bei den Wahlen zum Vorsitzenden der KDU-ČSL, unterlag aber mit 16 % der Delegiertenstimmen dem Amtsinhaber Pavel Bělobrádek deutlich.
Jiří Čunek ist seit 1982 verheiratet und hat vier Töchter.